# Il disertore (film 1933)
Il disertore (Дезертир) è un film del 1933 diretto da Vsevolod Pudovkin.